# جعفرقلی‌خان نخجوانسکی

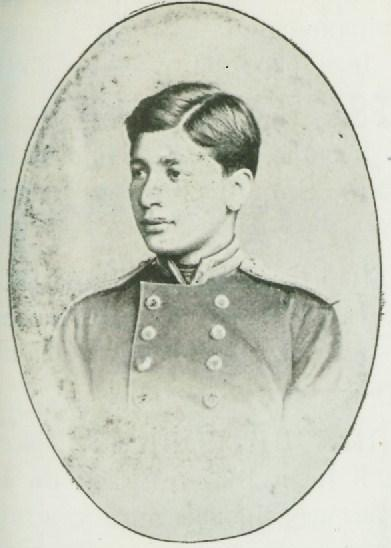
جعفرقلی‌خان نخجوانسکی

جعفرقلی‌خان نخجوانسکی (ترکی آذربایجانی: Cəfərqulu xan Naxçıvanski) افسر ارتش امپراتوری روسیه و سپس دولتمرد جمهوری خلق آذربایجان بود. وی برادر حسین خان نخجوانی، ژنرال آجودان، پدر جمشید نخجوانسکی، سرلشکر آذربایجانی، بود.

## اوایل زندگی و خدمات نظامی
جعفرقلی‌خان نخجوانسکی در خانواده‌ای از سلسله اشرافی نخجوانسکی، از تبار حاکمان خانات نخجوان، به دنیا آمد. پدرش سرلشکر ارتش امپراتوری روسیه و مادرش دختر خان ماکو بود.
در سال ۱۸۶۷ که هنوز نوجوان بود در مدرسه عالی امپراتوری روسیه موسوم به «سپاه پیج» ثبت نام کرد. به محض آن که در سال ۱۸۷۷ فارغ‌التحصیل شد، به درجه نظامی «کرنت» وقت در «گارد محافظ اوهلان اعلی‌حضرت» مستقر در پترگوف ارتقاء یافت. در آوریل ۱۸۷۸، او به یک هنگ مستقر در قفقاز اعزام شد و در اشغال ارزروم توسط روسیه در جریان جنگ روسیه و عثمانی (۱۸۷۷–۱۸۷۸) شرکت کرد. در سالهای بعد در لشکرکشی‌های ارتش روسیه به آسیای مرکزی حضور پیدا کرده و پس از آن به درجه «سروان ستاد» ارتقا یافت. در پاس حضور پررنگش در این تهاجم‌های نظامی، از جعفرقلی‌خان نخجوانسکی با اعطای نشان «سنت استانیسلاوس» درجه سه در سال ۱۸۸۰، نشان «سنت ولادیمیر» درجه چهار در سال ۱۸۸۱، نشان آنای مقدس درجه سه در سال ۱۸۸۲، و نیز مدال‌هایی در بزرگداشت جنگ روسیه و ترکیه (۱۸۷۷–۱۸۷۸) و نبرد گوگ‌تپه به عمل آمد.
در سال ۱۸۸۵ به درجه سروان سواره‌نظام نائل و سپس بازنشسته شد. در سال ۱۹۰۳ به عنوان استاندار نخجوان تعیین شد. بین سالهای ۱۹۱۲ تا ۱۹۱۷ حاکم افتخاری شهر ایروان بود.

## فعالیت‌های سیاسی
به دنبال فروپاشی امپراتوری روسیه، به دلیل ادعاهای ارضی ارمنستان به منطقه نخجوان نزاع‌ها بین طرفین درگرفت. در نتیجه جعفر قلوخان نخجوانسکی توانست در ماه دسامبر سال ۱۹۱۸ استقلال جمهوری تُرک آراز را اعلام کند. وی همچنین ریاست جمهوری این جمهوری را که به صورت ده‌ فاکتو توسط جمهوری خلق آذربایجان اداره می‌شد، به عهده گرفت. به موجب معاهده صلح امضا شده بین طرفی مورخ ۱۰ اوت سال ۱۹۱۹ درگیری‌ها پایان پذیرفت.
متعاقب تصرف آذربایجان توسط شوروی، جعفرقلی‌خان نخجوانسکی با اتهام‌های «تبلیغ علیه شوروی» بازداشت و به باکو منتقل شد. هنگامی که در باکو زندانی بود، در نامه‌هایی که به «کمیته موقت انقلاب آذربایجان» می‌فرستاد ابراز بی گناهی می‌کرد. درخواست فرجام خواهی او رد شد. جعفرقلی‌خان مجرم شناخته و به زندان شوشی منتقل شد و در سال ۱۹۲۹ در آنجا درگذشت.